# Campylopterus calcirupicola
El colibrí de bosque seco (Campylopterus calcirupicola) es una especie de ave apodiforme de la familia Trochilidae —los colibríes— perteneciente al género  Campylopterus. Es endémica de una pequeña región del este de Brasil.

## Distribución y hábitat
Se distribuye desde el noreste de Goiás y el suroeste de Bahía hasta el norte de Minas Gerais. Su área de distribución aún se conoce de forma incompleta, pero como se han registrado casos colibrí pechigrís (C. largipennis) en esta región, anteriores a la descripción de esta especie, probablemente se refieran a la presente. Como tal, su área de distribución incluye los valles de los ríos São Francisco y Paranã, y probablemente se extienda hasta el sureste de Tocantins y el sur de Piauí.
Es una especie residente de bosques secos en afloramientos rocosos calizos o en suelos derivados de la caliza. Se conoce en altitudes comprendidas entre 460 a 880 m.

## Estado de conservación
El colibrí de bosque seco ha sido calificado como «vulnerable» por la Unión Internacional para la Conservación de la Naturaleza (IUCN) debido a que su pequeña zona de distribución y su población, estimada entre 2400 y 15 000 individuos maduros y compuesta de sub-poblaciones muy pequeñas y fragmentadas, se presumen estar en decadencia como resultado de la continua pérdida de hábitat resultante de la deforestación. En la actualidad, sólo se conocen dos reservas que protejan a las poblaciones de este colibrí: el parque Nacional Cavernas do Peruaçu y parque Estadual da Lapa Grande.

## Sistemática

### Descripción original
La especie C. calcirupicola fue descrita por primera vez por los ornitólogos brasileños Leonardo Esteves Lopes, Marcelo Ferreira de Vasconcelos & Luiz Pedreira Gonzaga en el año 2017 bajo el mismo nombre científico; su localidad tipo es: «Sitio Duboca (16°43’19’’S, 43°58’20’’W, elevación 840 m), municipalidad de Montes Claros, Minas Gerais, Brasil»; el holotipo, una hembra adulta recolectada el 6 de junio de 2007, se encuentra depositado en el Museo de Zoología de la Universidad de São Paulo, bajo el número MZUSP 99024.

### Etimología
El nombre genérico masculino «Campylopterus» se compone de las palabras del griego «kampulos» que significa ‘curvado, curvo’ y «pteros» que significa ‘de alas’; y el nombre de la especie «calcirupicola» se compone de las palabras del latín «calx» que significa ‘caliza’,  «rupes» que significa ‘rocas salientes’ y «cola» que significa ‘habitante’. Se refiere al hábitat de este nuevo colibrí, que habita bosques secos que crecen sobre afloramientos de piedra caliza.

### Taxonomía
Durante mucho tiempo se confundió con el colibrí pechigris (Campylopterus largipennis), que vive en el sotobosque de los bosques tropicales de tierras bajas en la cuenca del Amazonas, a diferencia de esta especie que se encuentra en afloramientos de piedra caliza de los bosques caducifolios, hasta que fue descrita como nueva especie plena. Ambas especies también pueden diferenciarse por variaciones sutiles en el plumaje. El Comité de Clasificación de Sudamérica (SACC),  en la Propuesta No 756 reconoció la validad de la nueva especie, lo que fue seguido por las mayores clasificaciones.
Es monotípica.